# فادا سمرفيل
فادا واتسون سمرفيل، دي. دي. إس. (بالإنجليزية: Vada Somerville) (1 نوفمبر 1885 -28 أكتوبر 1972) ناشطة في مجال الحقوق المدنية، وثاني امرأة أمريكية من أصل أفريقي في كاليفورنيا تحصل على درجة الدكتوراه في جراحة الأسنان.

## الحياة الشخصية والأسرية
وُلِدت فادا سمرفيل في 1 نوفمبر 1885 في بومونا، كاليفورنيا.

## التعليم
في عام 1903، حصلت سمرفيل على منحة دراسية مقدمة من صحيفة لوس أنجلوس تايمز للدراسة بجامعة كاليفورنيا الجنوبية (يو إس سي).
بعد التخرج من جامعة كاليفورنيا الجنوبية، عملت سمرفيل كماسك دفاتر وكعامل تحويلات هاتفية. في سنة 1912، تزوجت جون سمرفيل، طبيب أسنان التقت به أثناء دراستها في الكلية. كمتخرج من كلية طب الأسنان بجامعة كاليفورنيا الجنوبية، كان جون سمرفيل قد خطط في البداية للعودة إلى دولة جامايكا، مسقط رأسه، لممارسة طب الأسنان. بعد زواجهما، قررا أن يبقيا في لوس أنجلوس.
في عام 1914، أسس الزوجان مركزً لون أنجلوس للجمعية الوطنية للنهوض بالملونين.
بعد دخول الولايات المتحدة الحرب العالمية الأولى، قررت فادا سمرفيل أن تصبح طبيبة أسنان. خشيت أن يُجند زوجها في القوات المسلحة ويفقد مرضاه. عندما التحقت بكلية طب الأسنان في جامعة كاليفورنيا الجنوبية، كانت هي المرأة الوحيدة والأمريكية الأفريقية الوحيدة في صفها.
في عام 1918، تخرجت سمرفيل ببكالوريوس في جراحة الأسنان بدرجة دي دي إس، وهي ثاني امرأة من أصل أفريقي تنهي برنامج جامعة كاليفورنيا الجنوبية لنيل درجة البكالوريوس في طب الأسنان. بعد ذلك أصبحت أول امرأة سوداء تحصل على ترخيص لممارسة طب الأسنان في ولاية كاليفورنيا بشهادة من أعلى الدرجات. تقاعدت من طب الأسنان عام 1933.

## الإرث
تُوفيت فادا سمرفيل في 28 أكتوبر 1972 في لوس أنجلوس، كاليفورنيا.
يحظى كل من جون وفادا سمرفيل بالتبجيل في كلية طب الأسنان بجامعة كاليفورنيا الجنوبية، حيث تُعلَّق صورهما كرمزين للطموح والمثابرة. بالإضافة إلى ذلك، أُطلق على الطابق السكني للأمريكان الأفارقة التابع لجامعة كاليفورنيا الجنوبية اسم منزل سمرفيل، تيمنًا بجون وفادا سمرفيل. حظيت باعتراف وطني عندما ظهرت في صحيفة لوس أنجلوس في عام 2000. الهدف من تسمية المكان باسم منزل سمرفيل هو تعزيز احترام ثقافة السود وخلق حس مجتمعي في الحرم الجامعي. مع ذلك، تجاوز إرث فادا إنجازاتها في جامعة كاليفورنيا الجنوبية. أصبحت حركة الحقوق المدنية، وذلك بجانب الحكم في قضية براون ضد مجلس التعليم وبجانب إرث روزا باركس، حقيقة على أرض الواقع، إلى حد كبير، بفضل جهود فادا سمرفيل ونساء أخريات مثلها في جميع أنحاء البلاد. بحلول وفاة فادا، تحولت إنجازها الشخصي إلى ثورة اجتماعية للنساء في جميع أنحاء البلاد.